# Hohe Straße 29 (Quedlinburg)

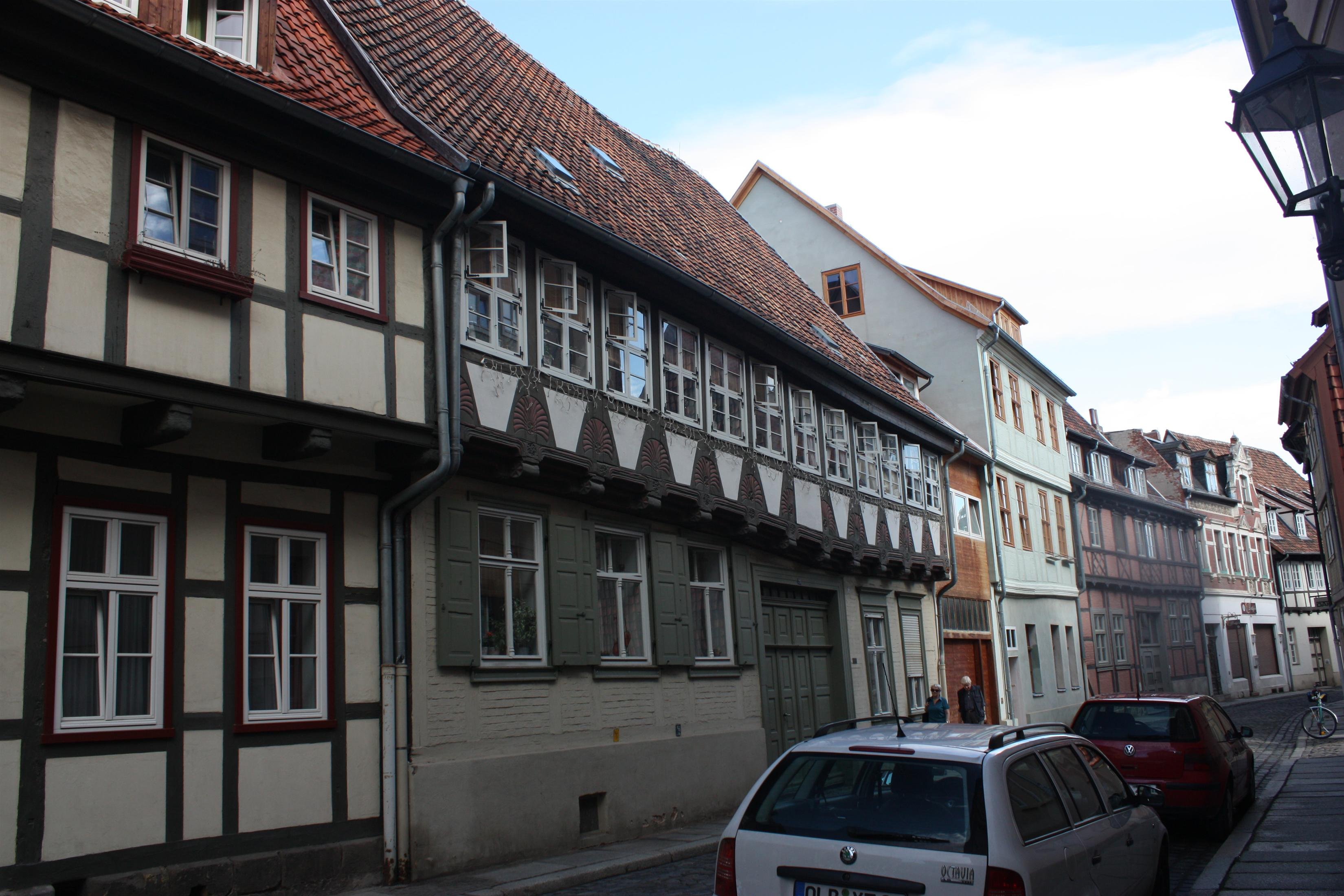
Haus Hohe Straße 29

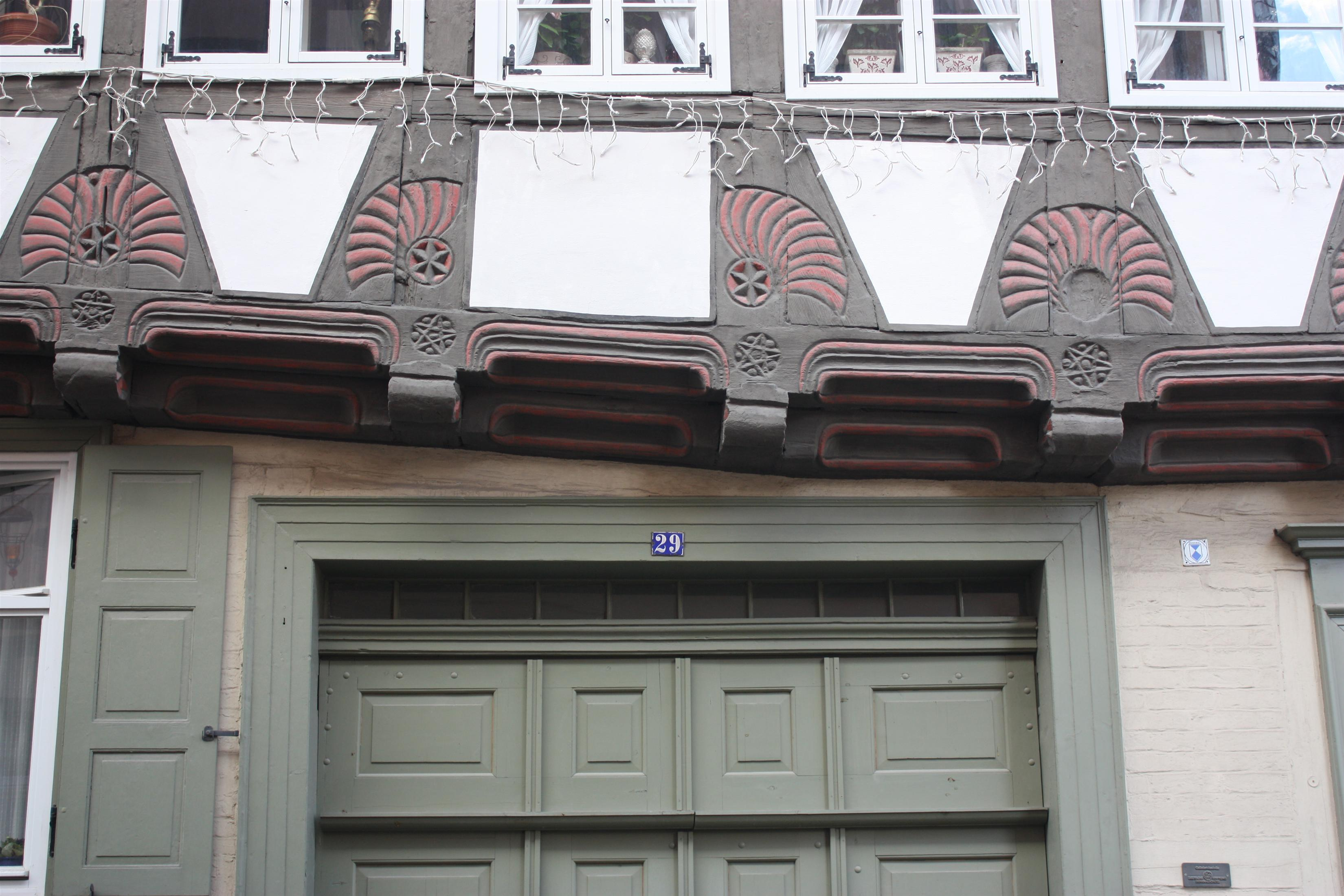
Verzierung an der Fassade

Das Haus Hohe Straße 29 ist ein denkmalgeschütztes Gebäude in der Stadt Quedlinburg in Sachsen-Anhalt.

## Lage
Es befindet sich im Stadtgebiet westlich des Marktplatzes in der historischen Quedlinburger Altstadt und gehört zum UNESCO-Weltkulturerbe. Südlich grenzt das gleichfalls denkmalgeschützte Haus Hohe Straße 28 an.

## Architektur und Geschichte
Das Anwesen ist im Quedlinburger Denkmalverzeichnis als Kaufmannshof eingetragen. Das zweigeschossige Vorderhaus des Handelshofes entstand in der Zeit um 1556 in Fachwerkbauweise und ist mit einem hohen Dach bedeckt. Die Fachwerkfassade ist an den Fußwinkelhölzern mit Fächerrosetten verziert. Darüber hinaus finden sich an der Stockschwelle Schiffskehlen und Sternornamente. Auch Füllhölzer und Zylinderbalkenköpfe sind vorhanden. Die Fenster sind als Fensterreihung angeordnet.
Das Erdgeschoss wurde im 18./19. Jahrhundert erneuert. Hofseitig befinden sich zwei kurze ebenfalls in Fachwerkbauweise errichtete Gebäudeflügel aus dem 17. und 19. Jahrhundert.